# Жирко Тарас Володимирович
Тара́с Володи́мирович Жирко́ (нар. 31 січня 1961, Львів, Українська РСР) — український актор театру і кіно, театральний режисер, Лауреат Премії ім. І.Котляревського (1995),Заслужений артист України (2002), Народний артист України (2018).

## Життєпис
Тарас Жирко закінчив Київський національний університет театру, кіно і телебачення імені Івана Карпенка-Карого у 1985 році (курс Народної Артистки України, професора — Валентини Зимньої).
Працював у Львівському ТЮГу — (1985-86)рр., служба в армії — 1986-87рр. З 1988 р. — актор Національного академічного українського драматичного Театру імені Марії Заньковецької (1988—2004)рр.
Від 2004 року — актор Національного академічного драматичногого Театру ім. І. Франка.
В 2016 році отримав диплом режисера у Майстерні Народних Артистів України О.Кужельного та І.Славінського у КНУТКіТ Карпенка-Карого.
Влітку 2016 року разом з родиною приєднався до патріотичного флешмобу #яЛюблюСвоюКраїну, опублікувавши відеозвернення, у якому разом з дружиною Тетяною, донькою Анною-Марією та сином Володимиром-Іваном продекламували вірш Володимира Сосюри «Любіть Україну».

## Фільмографія
- 2018 — «Таємний щоденник Симона Петлюри» — Жан Пелісьє, кінооператор
- 2012 — «Гайдамака» — Панько Хрущ, режисер Роман Синчук;
- 2008 — «Владика Андрей» — Климентій Шептицький, режисер Олесь Янчук;
- 2008 — «Батько напрокат» — Максим, режисер Артем Литвиненко;
- 2004 — «Залізна сотня» — отець Кадило, режисер Олесь Янчук;
- 1998 — «Сьомий Перстень Чаклунки» — Галат, режисер Борис Небієрідзе;
- 1997 — «Роксолана 2. Улюблена дружина Халіфа» — Еневер, режисер Борис Небієрідзе;
- 1997 — «Роксолана 1. Настуня» — Еневер, режисер Борис Небієрідзе;
- 1995 — «Ісус, Син Бога живого» — головна роль, режисер Федір Стригун;
- 1990—1996 — «…час збирати каміння», 9 серій— Стась Шиманський, режисер Володимир Андрощук;
- 1992 — «Для домашнього огнища» — Поручник, режисер Борис Савченко; 1992 -''Одержима'' — Ісус, режисер Володимир Миронюк;
- 1991 — «Одкровення Іоанна Першодрукаря» — Герасим Смотрицький, режисери: Ю.Сорокін, Ю.Швирьов;

## Нагороди
- 2002 — Заслужений артист України[3]
- 2018 — Народний артист України[1]